# Parque natural nacional de las Montañas Kremenets
El parque natural nacional de las Montañas Kremenets (en ucraniano: Кременецькі гори національний природний парк) cubre un grupo de montañas y cordilleras en la cordillera Hologoro-Kremenetskiy de la meseta de Podolia en el centro-oeste de Ucrania.  El parque se encuentra situado en el distrito administrativo (raión) de Kremenets en el óblast de Ternópil.

## Topografía
Las montañas que dan nombre al parque son el tercio sureste de la cordillera Hologoro-Kremenetskiy, que se extiende 170 km al oeste de Ucrania. Consisten en colinas altamente erosionadas de creta, arcilla y piedra caliza. El terreno es de crestas bajas y mesetas cortadas por barrancos, valles de ríos y arroyos y barrancos. En las laderas del norte, las montañas descienden en una pendiente pronunciada hacia el valle de las llanuras de Polesia. Afloramientos rocosos de tiza y marga forman terrazas y repisas. Las colinas individuales están separadas de otras donde la erosión ha desgastado rocas más ligeras.

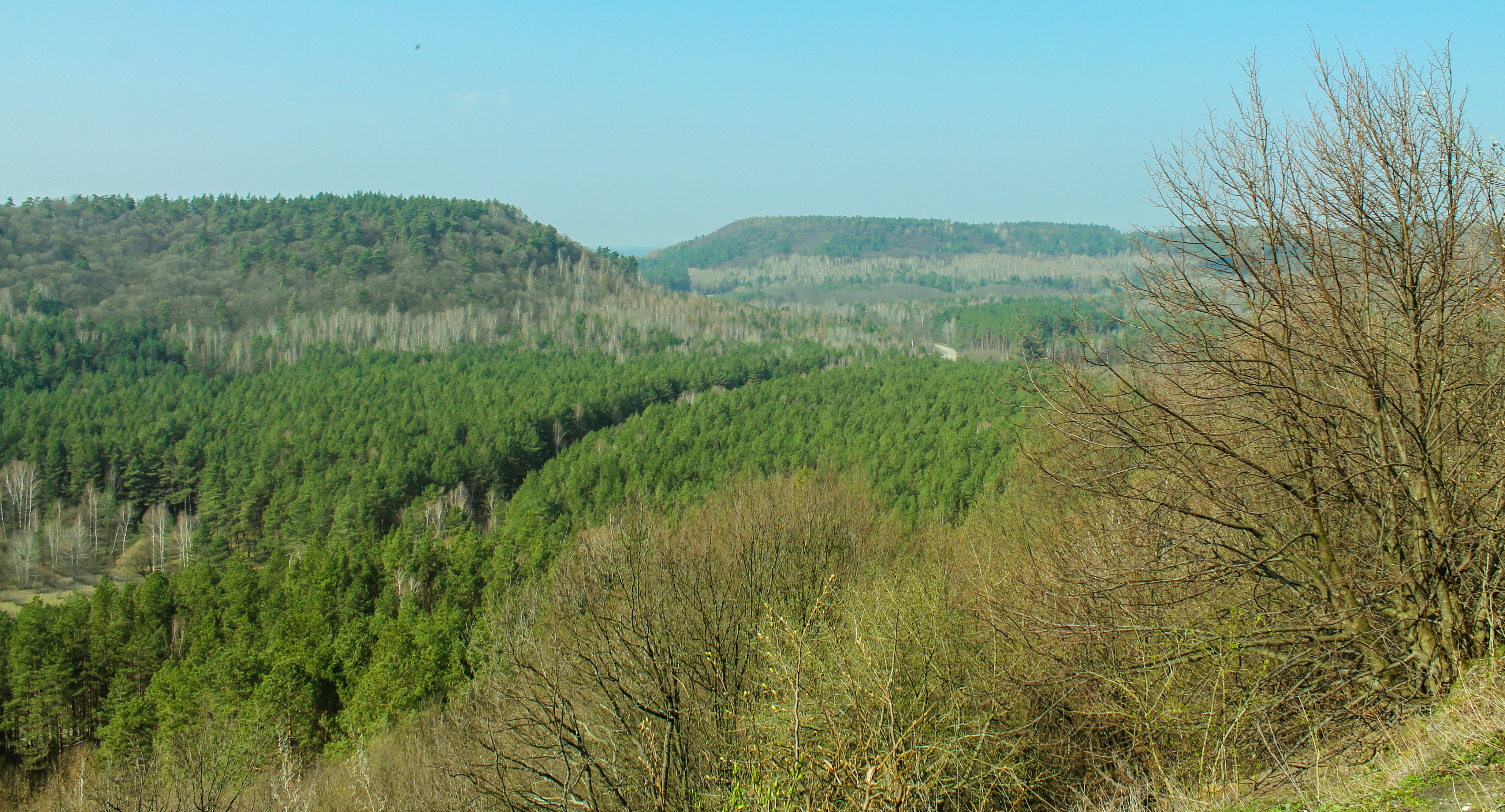
La Montaña Danilova, una de las atracciones naturales y culturales del Parque natural nacional de las Montañas Kremenets

Como ocurre con muchos Parques Nacionales de Ucrania, el Parque de las Montañas Kremenets se crearon para abarcar varias áreas protegidas más pequeñas, tanto naturales como culturales. Estas unidades subsidiarias generalmente conservan su estructura legal original. En las montañas de Kremenets, estas unidades subsidiarias incluyen:
- La Reserva Botánica de Veselovsky, un bosque de robles, carpes y fresnos de más de 100 años.
- La reserva botánica de propiedad estatal Dovzhotsky, un bosque similar de robles, carpes y fresnos.
- La Reserva Zoológica Belokrynitsky de propiedad local, que protege la reproducción y restauración de animales bajo la presión de la caza.
- La Reserva Zoológica Volynsky de propiedad local, que protege a los animales de la caza, así como al tejón europeo localmente vulnerable.
- "Slavic Rock" un monumento natural, formado por un grupo de grandes pilares de piedra caliza, que se cree que es el lugar de visita favorito del poeta polaco Juliusz Słowacki.
- "Mt. Stitch", un monumento geológico de 357 metros, que forma una montaña cónica de tiza, marga, arena y piedra caliza con una cima plana.
- Montaña Danilova (Montaña de la Trinidad), en la que todavía se encuentra la iglesia de la Santísima Trinidad del siglo XII.

En general, la altura promedio de la cresta es de 100 a 200 metros sobre el territorio circundante, o de 350 a 400 metros sobre el nivel del mar. En la base de la cresta hay una capa de tiza blanca, que puede tener hasta 100 metros de espesor. Está recubierto por una capa de arena, depositada por el mar de Galicia hace 15-20 millones de años, sobre la que se encuentran capas de arenisca y caliza. Sobre todo esto hay una capa de loess y margas amarillos cuaternarios, de 10 a 30 metros de espesor.

## Clima y ecorregión
El clima del parque es Clima continental húmedo, con veranos cálidos (clasificación climática de Köppen (Dfb)). Este clima se caracteriza por grandes diferencias diurnas y estacionales de temperatura con veranos cálidos e inviernos fríos y nevados. Todas las áreas del parque se encuentran en la franja de bosques caducifolios de la ecorregión de bosque mixto de Europa Central.

## Flora y fauna

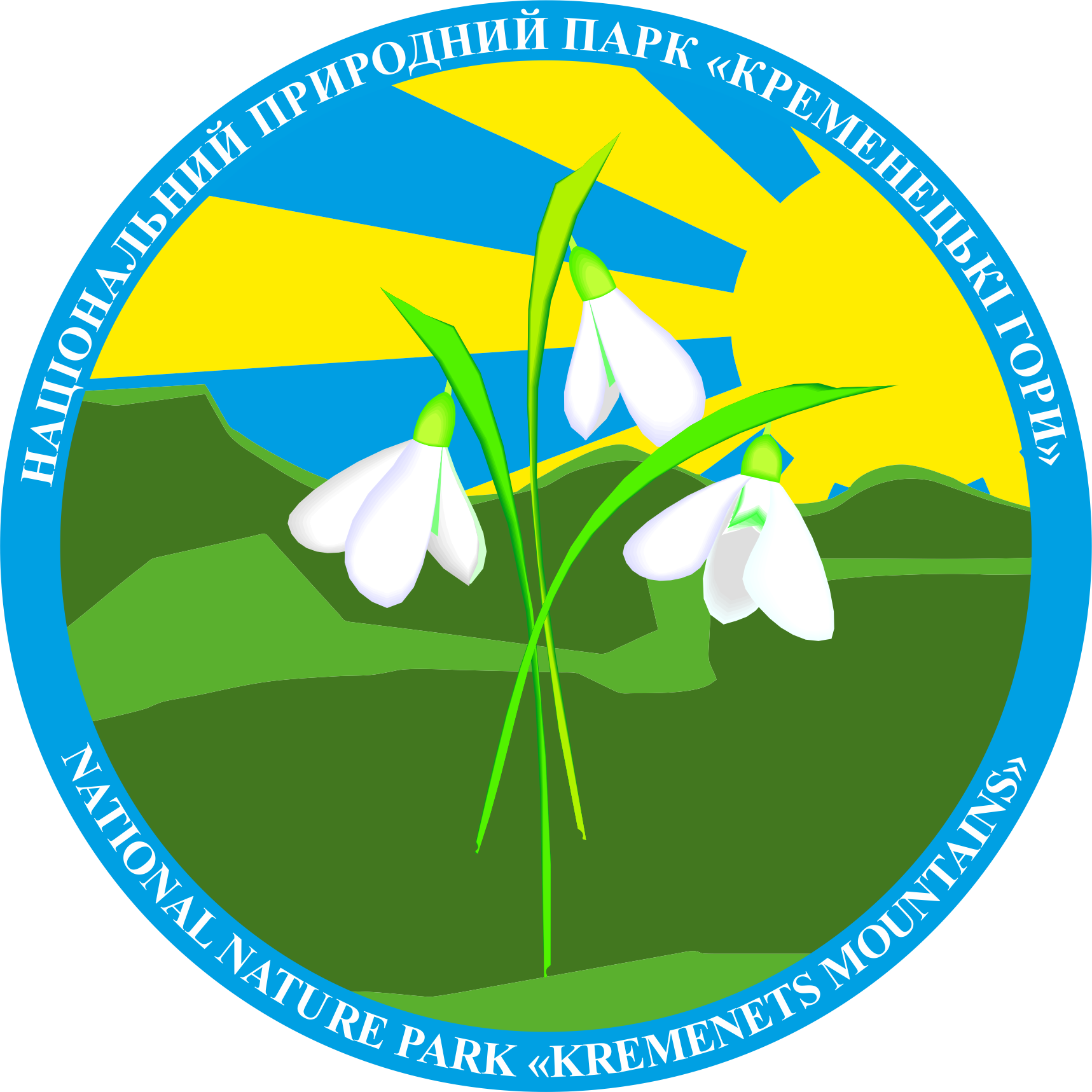
Logo del parque

Las montañas de Kremenets exhiben la flora y la fauna del extremo sur de la ecorregión de bosque mixto de Europa Central, con algunos aspectos de la estepa forestal del norte. Los tipos de bosque son predominantemente roble, olmo y pino. Campos agrícolas bien desarrollados rodean el parque en las llanuras. La biodiversidad del parque es alta porque el área se encuentra en el área de transición entre zonas marinas y continentales, así como en diferentes regiones geográficas. Se han identificado más de 1200 especies de plantas en el lugar de la cuales 16 especies son endémicas de las montañas Kremenets.
El parque protege la especie de abedul en peligro crítico de extinción, el abedul de Klokov («Betula klokovii»), que crece solo en dos cimas de montañas, ambas en el parque de las montañas de Kremenets.

## Uso público
Existen varias rutas de senderismo abiertas en los principales lugares de interés naturales y culturales. Los científicos del parque imparten clases educativas para los escolares locales.